# Камичка река (Пирот)
Камичка река се сматра изворишним краком Расничке реке. Од села Присјане река носи назив Присјанска река. У најширем смислу она припада сливу реке Нишаве, односно Јужне Мораве, затим Велике Мораве, Дунава, па самим тим и Црноморском сливу. Административно припада Граду Пироту у Пиротском управном округу.

## Географске одлике
Извори Камичка река се јављају у девонском флишу, док источно од Камичке реке Церевска река свој ток формира углавном у пермским пешчарима. Најјачи је извор Корита.
Северно од кречњачког узвишења Градишта, Камичка и Церевска река се спајају и пробијају уском клисурастом долином кроз титонске лапоровите кречњаке. У клисури нагиб речног корита је велики, а бројни су слапови и брзаци. Код села Камика река излази из клисуре и у конгломератима и пешчарима кредне старости шири сопствену речну долину.
Изнад села Камик издиже се дуж водотока, литица гребена изграђеног од баремских спрудних кречњака. Више кратких токова који извиру у подножју литице образовало је амфитеатрално удубљење у коме је смештено село Камик.
На сектору Камичке клисуре река практично нема притока, док се на сектору између клисура улива више како периодичних, тако и сталних токова мале дужине.

### Слив
Речни токови Камичке реке у њеном сливу одликују се значајним падом, и јако стрмим долинским странама. Низводно од Камика Камичка река протиче долином прилично благих страна, нарочито ка истоку односно Добром делу. 

### Промена назива
Од села Присјан Камичка река се назива Присјанском реком. На излазу из села почиње Камичка клисура образована у баремским спрудним кречњацима. Клисура је пробијена између Калеа (694 m н.в) на западу и Забела (681 m н.в) на истоку, са стрмим долинским странама и релативном висином до 250 m у односу на речно корито.

## Вегетација
Долинске, јако стрме стране у сливу Камичке реке обрасле су шумском вегетацијом, а горњем току долина Церевске реке је проширена и нарочито на десној долинској страни и користи се за пољопривредну производњу.